# Юда
Юда (болг. юда, юда-самовила, макед. јуда) — в болгарской и македонской мифологии злое мифическое существо женского пола, которое живёт в горах, у озера и носится вихрем по воздуху. Разновидность вил.
Первоначально слово «юда» имело различные значения: могучая, коварная, вертлявая, сварливая, злобная по отношению к виле. В дальнейшем юда стала синонимом слов вила, самодива, самовила. У болгар из-за созвучия происходило смешение юды с Иудой, что послужило поводом для выделения её в самостоятельную фигуру фольклора.
В отличие от вил юды относятся враждебно к людям и, завидев кого-нибудь купающимся, опутывают своими длинными волосами, как сетями; пойманных замучивают различными способами, причём с особенным удовольствием выдирают им глаза.